# پونتیاک (میزوری)
پونتیاک (به انگلیسی: Pontiac) یک منطقهٔ مسکونی در ایالات متحده آمریکا است که در شهرستان اوزارک، میزوری واقع شده‌است. پونتیاک ۲۵۱ متر بالاتر از سطح دریا واقع شده‌است.